# Niarry Tally
La Association Sportive et Culturelle Niarry-Tally Grand-Dakar Biscuiterie es un equipo de fútbol de Senegal que juega en la Liga senegalesa de fútbol. El club fue fundado el 21 de febrero de 1981. No es el primer equipo del Grand Dakar, ya que el primero data de 1955.

## Palmarés
- Copa senegalesa de fútbol: 1

2016
- Coupe de la Ligue du Senegal: 1

2012

## Participación en competiciones de la CAF
| Temporada | Torneo                       | Ronda      | Club           | Casa | Visita | Global  |
| --------- | ---------------------------- | ---------- | -------------- | ---- | ------ | ------- |
| 2017      | Copa Confederación de la CAF | Preliminar | APEJES Academy | 2-1  | 0-1    | 2-2 (a) |

## Equipo
Porteros
- Khadim Thioub Senegal
- Betty SY Senegal
- Ousmane TOP Senegal

Defensas
- Ass Mandaw Sy Senegal (Capitán)
- Augustin Olivier NDIAYE Senegal (Subcapitán)
- Lamine SARR Senegal

Laterales
- Djiby Diaw Tireira Senegal
- Aldiouma Gaye Senegal
- Senegal

Centrocampistas
- Sidath NDIAYE Senegal
- Moustapha Kassé Senegal
- Ablaye BA Senegal
- Alioune Cissé Senegal
- Pape Youssou Badji Senegal
- Papis Badiane Senegal
- Alphonse BA Senegal

Delanteros
- Mouhamed Niang DIOP Senegal
- Ablaye NDAO Senegal
- Aziz Ba Senegal
- Pape Thiaw  Senegal